# María Barbeito
María Nicolasa Paula Barbeito Cerviño (La Coruña, 1880 - La Coruña, 1970) fue una maestra, pedagoga, escritora, traductora, lingüista, y profesora española. Introdujo en Galicia los principios de Montessori, así como los métodos del belga Decroly.

## Biografía
María Nicolasa Paula Barbeito y Cerviño fue hija del escritor Avelino Barbeito Hermosilla y de María Cerviño Vázquez, siendo educada en un ambiente liberal y culto. En 1909 contrajo matrimonio con Juan Martínez Morás con quien tuvo dos hijos y una hija: Juan, Carlos Martínez-Barbeito e Isabel. 
Tras sus estudios primarios obtuvo el título de Maestra Superior a los 16 años y ganó una plaza en las oposiciones de 1902 como maestra con el número uno de su promoción con veintiún años. Escogió como destino la escuela de su ciudad natal donde ejercerá la docencia hasta 1936. 
Desde 1911 fue directora de la escuela que convertirá en un colegio modelo siendo pionera en la renovación pedagógica con la implantación del método Montessori, basado en fundamentos psicopedagógicos de libertad y autoactividad de los niños y niñas en un ambiente que favorezca su desarrollo. Asimismo introdujo el método de los Centros de interés desarrollados por Ovide Decroly consistente en desarrollar un plan de estudio conforme a los intereses de personales en cada edad. En la memoria de actividades que redactó en 1932 recogió su proyecto escolar indicando el proyecto curricular y su metodología educativa con la dotación de material montessoriano que importó de Italia en 1915, colecciones de láminas didácticas, una gramola para audiciones musicales, una biblioteca escolar y una biblioteca Popular Circulante, a la que posteriormente donó parte de su colección bibliográfica.
En 1933 consiguió por concurso de méritos el cargo de Inspectora Maestra desde el que creó un Plan de Lectura Global (1934) para las escuelas de su zona de inspección. En 1935 emprendió un viaje por Europa pensionada por la Junta de Ampliación de Estudios junto con otros diez docentes españoles, visitando instituciones educativas de Francia, Bélgica, Países Bajos, Alemania, Suiza e Italia en los que tomó contacto con los métodos pedagógicos que se impartían en Europa. A su regreso como resumen del viaje y de las visitas realizadas escribió Países y Escuelas en el que realiza una crítica de las prácticas pedagógicas observadas aprobando aspectos como la gratuidad y obligatoriedad de las escuelas públicas de Bélgica, o el espíritu democrático de las escuelas alemanas bajo los planteamientos de la pedagogía Waldorf de Rudolf Steiner, o el ambiente de escuela activa de Milán impulsado por Giuseppina Pizzigoni.

Entre los temas de interés dentro del área de pedagogía figura el bilingüismo en la escuela gallega sobre el que publicó un artículo en el Boletín de la Academia Gallega en agosto de 1931, en el que reconociendo su «regionalismo acendrado» plantea la necesidad del uso de la lengua materna entre maestro y discípulos así como reivindica:
«Dedicar un día a la semana para la lectura, escritura y conversación en la lengua vernácula para todos los alumnos sin distinción. Lecturas y recitaciones ese mismo día, de nuestros poetas y prosistas más destacados.»
En su deseo de ofrecer a los niños y niñas una buena educación se embarca en una serie de actividades que cubran las necesidades básicas buscando su bienestar social como base de un desarrollo mental. Por ello, realiza una intensa labor asistencial a través de diversos proyectos como «Gota de Leche», «Casa Cuna», «Comedor y ropero Da Guarda», «Colonias Escolares para Niños pretuberculosos», y fue presidenta de la Asociación Concepción Arenal para protección y rehabilitación del Preso. «El niño descalzo» es un organismo que fundó en colaboración con el director de La Voz de Galicia con el fin de repartir calzado entre los escolares pobres de la ciudad, también participó en la «Junta de protección a la infancia» y promovió la «Fiesta de la Flor» precedente de la Fiesta de la banderita que se celebró por primera vez en La Coruña en 1912 para auxilio de organismos benéficos dedicados a la infancia. La «Fiesta de la Flor» la propuso el 2 de marzo de 1912 en una conferencia que impartió en la Escuela Normal de Maestras siguiendo el modelo de recaudación que se realizaba en otros países de Europa. Apoyada por autoridades y personalidades, mientras se celebraban las fiestas de la ciudad numerosas postulantes entregaban flores a cambio de una donación que se repartiría entre las distintas instituciones de beneficencia infantil. Debido a su éxito, a partir de 1913 la Fiesta de la Flor se celebró en otras ciudades españolas y desde 1914, por orden del Gobierno, su recaudación sería destinada a la lucha antituberculosa.

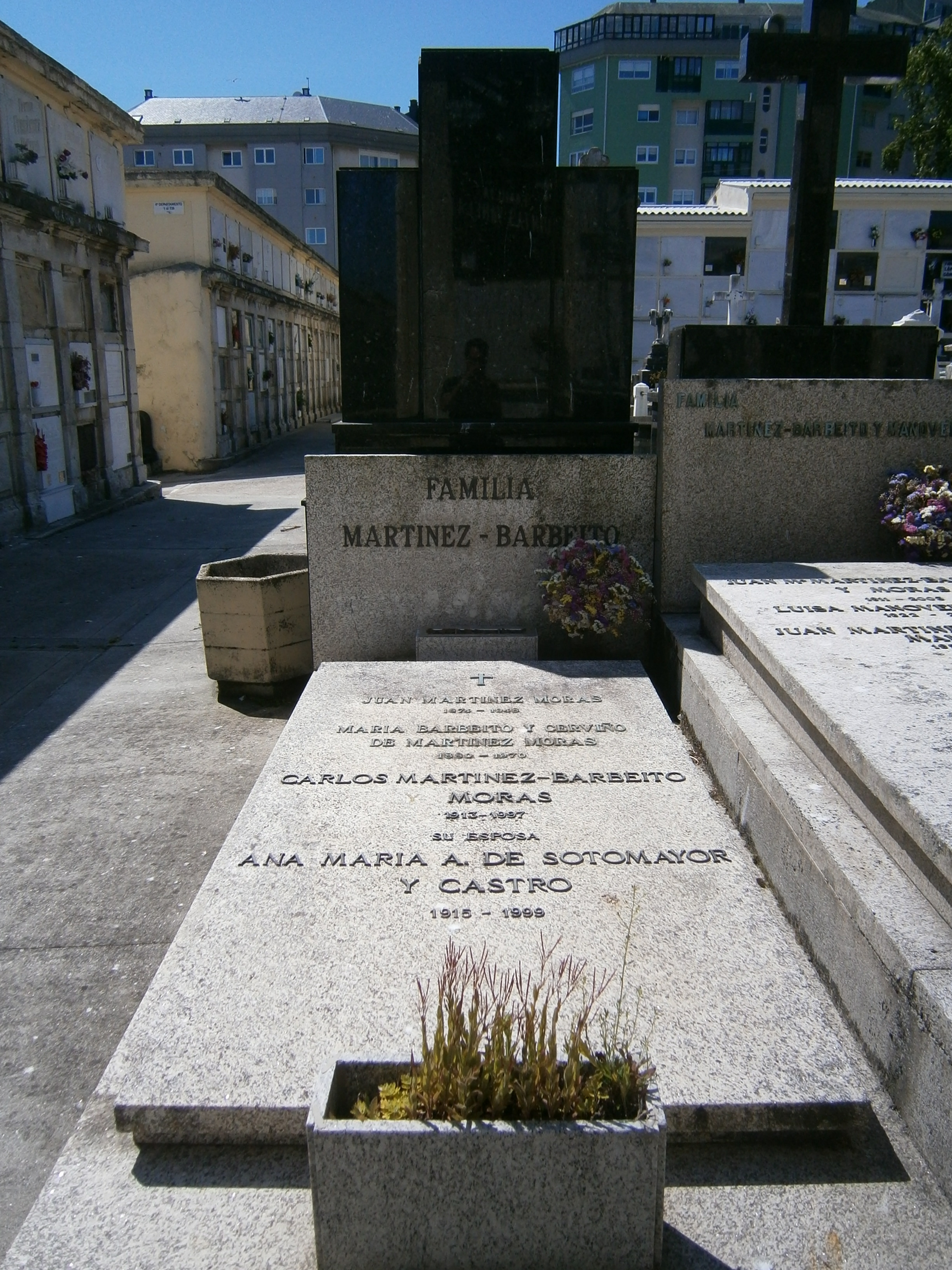
Tumba de María Barbeito

Perteneció al Instituto de Estudios Gallegos y a la Real Academia Gallega, y obtuvo diversos premios literarios y distinciones de todas las clases como la Medalla de Mutualidades, la Cruz de Beneficencia y la Medalla de Oro de la Cruz roja. Como mujer declara «soy feminista, aunque no revolucionaria» insistiendo en la importancia de la educación de las mujeres y siendo firme defensora de los derechos de las mujeres.
En 1937 tuvo que someterse a la Comisión Depuradora del Magisterio siendo destituida como Maestra Directora del Grupo Eusebio Da Guada. En 1941, a sus sesenta años, por razones políticas, fue destituida de sus cargos académicos, y forzada a jubilarse. Inició una nueva etapa retirada de los centros escolares dedicándose a la escritura y traducción de libros escritos en francés. 
Falleció el 20 de noviembre de 1970 en La Coruña.

## Aportaciones pedagógicas
María Barbeito se ha mostrado siempre contraria a la enseñanza basada en la memorización y, contrariamente, opta por una metodología que aproveche los recursos de la comunidad y fomente la observación. Para ella, educar no significaba transmitir conocimientos, sino formar a los niños y niñas para que puedan adquirirlos por si mismos; defendiendo así una educación renovadora, libre y creativa. Por esta razón eliminó los sistemas memorísticos e incluyó las referencias didácticas y pedagógicas que venían de las reflexiones del filósofo americano John Dewey, así como también las del médico y psicopedagogo belga Decroly, con su pedagogía basada en la metodología de los centros de interés.
Cuestionaba que el  aprendizaje de la gramática se apoyase en un conjunto de reglas y definiciones. En su opinión, lo importante era conseguir el dominio del lenguaje, y para lograrlo propuso que se favoreciesen las conversaciones. Tampoco creía que se debía basar el estudio de la historia en la memorización de datos, sino que era necesario darle un sentido vivo y humano, lo que implicaba estudiar los hechos históricos por la influencia que ejercieron sobre la humanidad.
Defendía la instalación de escuelas públicas («escuelas de todos») frente a las clasistas. Introdujo la música y la  gimnasia rítmica en la escuela, al igual que abrió comedores, roperos y colonias escolares. En las escuelas de la Guarda añadió la observación antropológica y el uso de fichas para el estudio psíquico individualizado de cada alumno y alumna. También fue una gran promotora de la coeducación de ambos géneros y de la utilización de su lengua propia, el gallego, en las aulas. 
Como prueba de las prácticas pedagógicas observadas en las escuelas europeas, propuso a través de un escrito ciertas innovaciones a las escuelas, entre ellas la relación epistolar entre alumnado, diarios escolares, archivos de trabajos de los niños y niñas, jardín escolar, sesiones de cine, creación de un periódico escolar, museos de la escuela y representaciones teatrales infantiles.

## Obra
Escribió numerosos artículos y libros entre los que destacan:
- Niños y educadores, (1913).[7]
- La mujer, antes, ahora y después, (1934).[8]
- Concepción Arenal. Breviario humano (1949, 1974).[9]
- Países y escuelas (1975).

- «Niños y educadores», es una conferencia pronunciada en la Reunión de Artesanos de la Coruña, de 4 de mayo de 1913.[10]

- «La mujer, antes, ahora y después», es una conferencia pronunciada el 19 de mayo de 1934 ante la Agrupación Republicana Femenina.[11]

- «Breviario humano: Concepción Arenal», es una antología de pensamientos que realiza y prologa Maria Barbeito en homenaje a su estimada Concepción Arenal.[12]